# Cramchaban
Cramchaban é uma comuna francesa na região administrativa da Nova Aquitânia, no departamento de Charente-Maritime. Estende-se por uma área de 16,06 km². Em 2010 a comuna tinha 671 habitantes (densidade: 41,8 hab./km²).